# Plans de terrassement
Les plans des terrassements sont des documents établis par un architecte ou par un ingénieur civil pour permettre à l'entrepreneur d'effectuer l'ensemble des travaux de nivellement, excavation et terrassement sur un chantier de construction. 

## Étapes préalables
La première étape avant constitution du dossier de terrassement consiste en général à  l'exécution d'un lever topographique du terrain à bâtir.
Avant toute fouille il y a lieu de s'informer, auprès de tous les services intéressés, sur la présence éventuelle de canalisations (eau, gaz, égouts) afin d'en établir un plan précis et complet. En cas de doutes, il faut faire exécuter des sondages prudemment à la main.
Il conviendra également de consulter les résultats des sondages et essais géotechniques ou bien d'en faire pratiquer afin de reconnaître la nature et la classe du sol en place.

## Constitution
Ce plan comprend les principales indications suivantes :
- Les dimensions générales de l'ouvrage
- Les dimensions des fouilles
- Les niveaux du terrain naturel (TN), des fonds de fouilles (FF), des sous-sols (SS)
- L'altitude du rez servant de niveau de référence (0.00)
- Les limites de la propriété,
- L'indication éventuelle des courbes de niveau, de canalisations existantes, de niveau présumé de roche.

## Création du plan de terrassement
Un plan de terrassement est généralement créé en suivant 3 étapes.
Si on dessine ce plan à la main, les 3 étapes seront : 
1. Obtention du plan topographique du terrain
2. Dessin de coupes périphériques avec indication du point de rencontre entre le TN et le talus projeté
3. Report des distances horizontales sur la vue en plan et dessin des entrées en terre

Si on fait ce plan avec l'aide d'un logiciel, les 3 étapes seront : 
1. Obtention du plan topographique du terrain
2. Création d'un Modèle Numérique de Terrain
3. Création d'un projet de Plateformes et calcul de l'insertion de projet dans le terrain